# Shannon (unité)
Pour les articles homonymes, voir Shannon.
Le shannon est une unité de mesure logarithmique de l'information. L'unité est égale à l'information contenue dans un bit dont la valeur est imprévisible et les deux valeurs également probables.
1 Sh ≈ 0,693 nat ≈ 0,301 Hart.
La quantité d'information contenue dans un message est ainsi le nombre de bits minimal pour le transmettre ; soit le logarithme en base 2 du nombre de possibilités de messages différents dans le même code.
Un télégraphiste classique transmet les 26 caractères de l'alphabet, les 10 chiffres et des espaces. La ponctuation et les autres signes sont décrits par des mots comme STOP , etc.
Un message télégraphique d'un caractère peut donc avoir 37 valeurs. Si tous les caractères avaient la même probabilité, chacun porterait un peu plus de 5 shannons (25 = 32 possibilités), exactement {\displaystyle \log _{2}(37)\approx 5.2}.
Pour le transmettre, il faut 6 bits. Certaines combinaisons ne correspondront à rien.
Dans un texte, la probabilité d'un espace ou celle de la lettre E sont nettement supérieures, tandis que d'autres lettres sont rares. La probabilité effective d'un caractère dépend de ceux qui le précèdent. L'estimation de l'information est plus compliquée.
La compression de données consiste à rapprocher le nombre de bits du nombre de shannons.

## Définition duJournal Officiel
La Commission des Télécommunications dans sa fiche TELE422 du 27 mars 2006, définit le shannon comme « unité de mesure de l’information, égale à la quantité d’information associée à la réalisation de l’un de deux événements équiprobables qui s’excluent mutuellement ». La commission précise que le « terme bit ne doit plus être employé en ce sens ». Un bit peut transmettre au plus un shannon. La quantité d'information que contient une suite d'éléments binaires dépend de la probabilité de toutes les séquences possibles. Le mot logon (prononcer à la française) a été utilisé autrefois dans le même sens.